# Gigot
Pour les articles homonymes, voir Gigot (homonymie).
Cet article possède un paronyme, voir GIGO.
Le gigot est la partie du membre postérieur d'un animal comme l'agneau, le chevreuil ou le cerf, qui s'articule entre la hanche et le jarret. En boucherie, ces cuisses sont parées pour être vendues généralement en un seul morceau, le plus souvent avec l'os, l'articulation et la souris. 
D'un poids variable selon l'âge et l'animal (de un à plusieurs kilos), c'est une partie tendre et savoureuse entrant dans de nombreuses préparations culinaires. Le gigot peut être simplement rôti à chaleur très vive ou longuement mijoté.

## Étymologie
Le gigot doit son nom à un instrument de musique, la gigue, dont la forme lui ressemble.

## Cuisine

### Le gigot de sept heures
La première parution écrite de cette recette est celle de Charles Durand (1766-1854). Il fut cuisinier des évêques d'Alès, Nîmes et Montpellier. Il est l'auteur d'un ouvrage rédigé en 1830, Le Cuisinier Durand, où il développe le concept de cuisine régionale. Il s'est fait l'apôtre de la cuisine provençale et des cuisines de terroir méconnues.
Connu également sous le nom d’agneau « à la brayaude » (un plat à la brayaude est un plat d'origine, ou cuisiné à la manière auvergnate. Cette expression dérive du langage de l'un des peuples de la Gaule antique, les Arvernes, qui portaient de larges culottes bouffantes appelées « braies »). Ce plat est mijoté longuement avec des pommes de terre.
La cuisson dite de sept heures est à moduler en fonction de :
- l'épaisseur de ce dernier (base de la recette portant sur 3 kg) ;
- le fait que, sur cette hypothèse, la cuisson proprement dite est de 4 h, sur laquelle s'adosse un maintien au four éteint de 3 h.

Il s'agit d'un plat traditionnel.

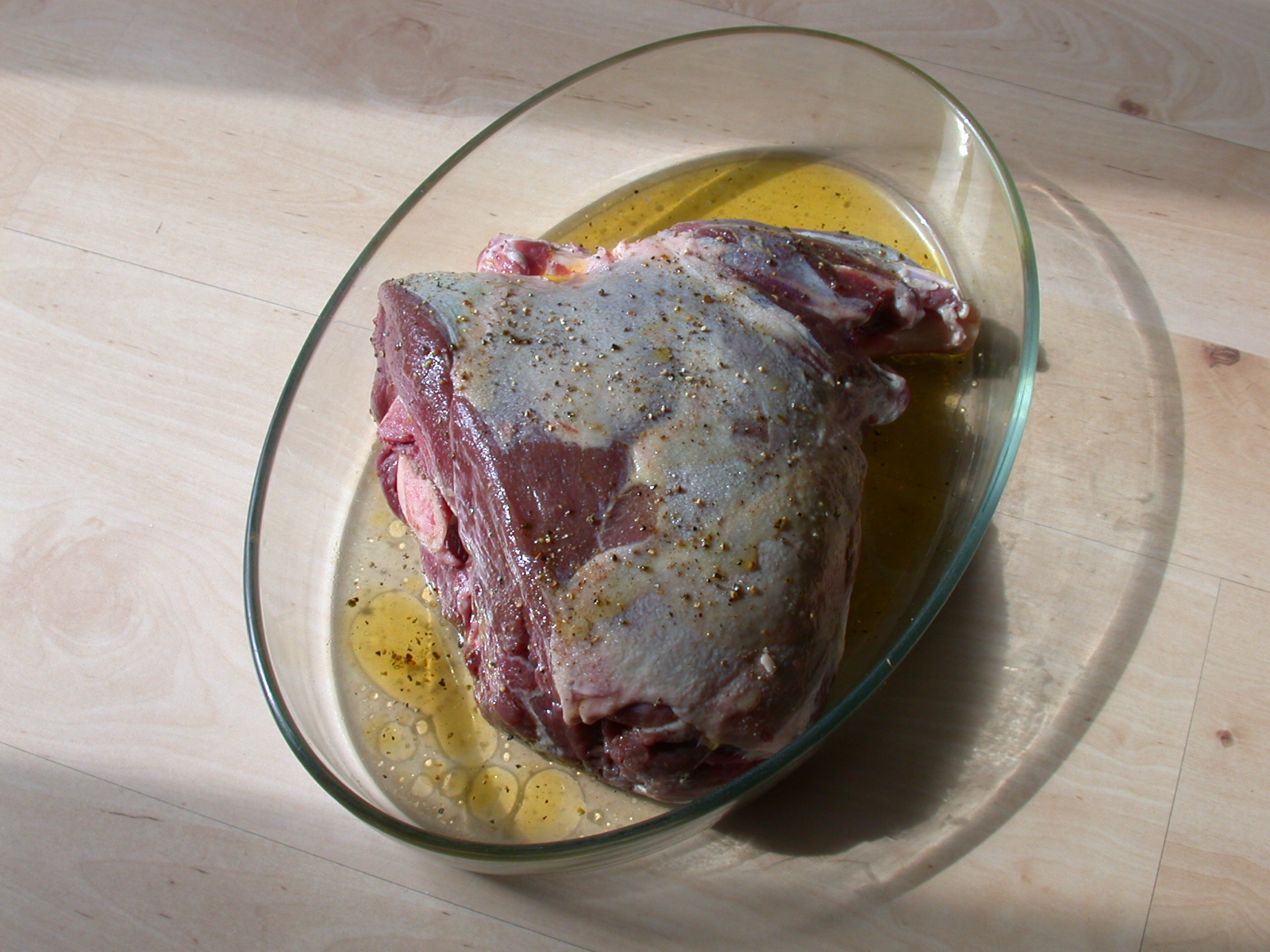
Un gigot cru.
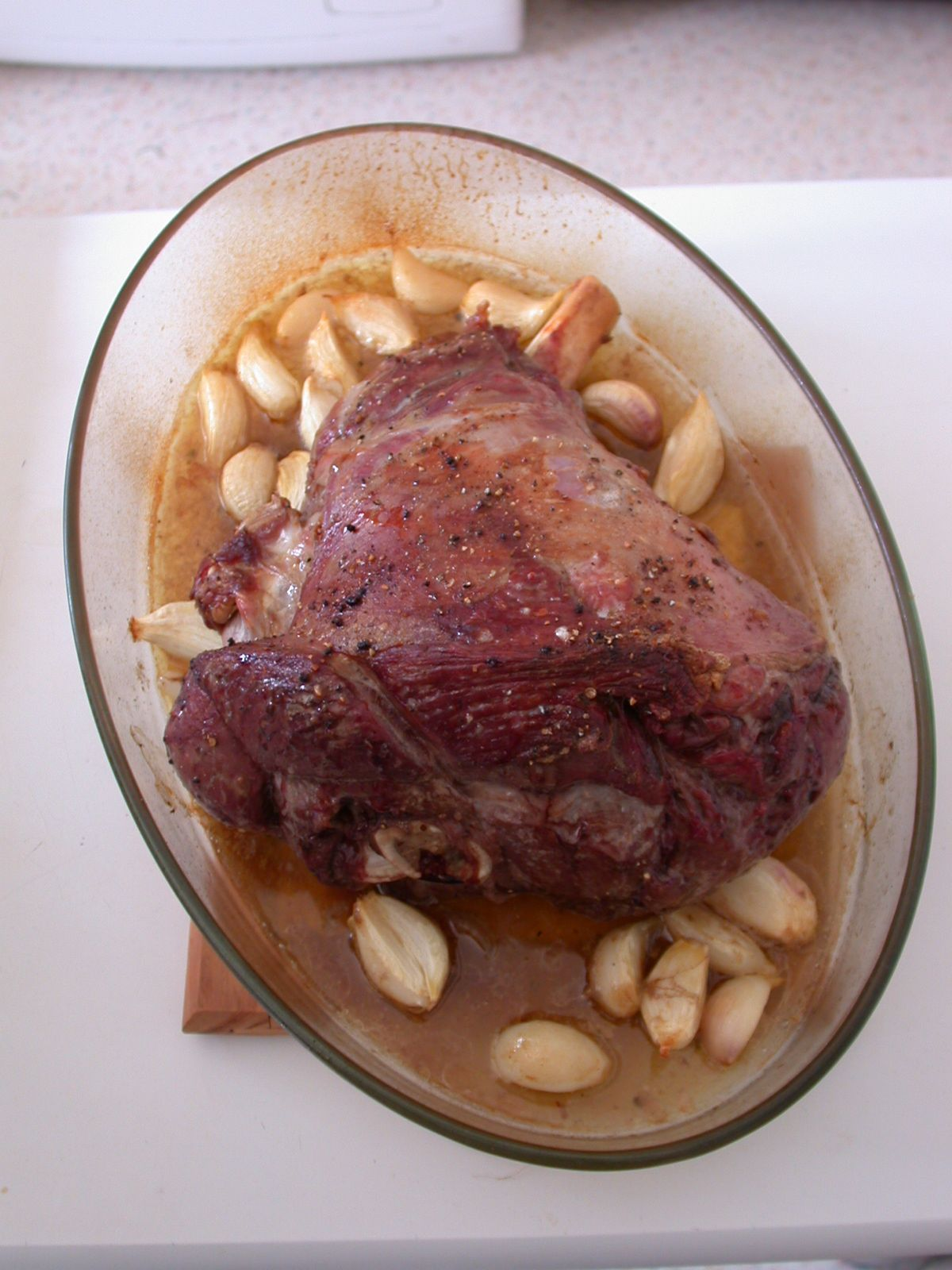
Le même cuit à l'ail.
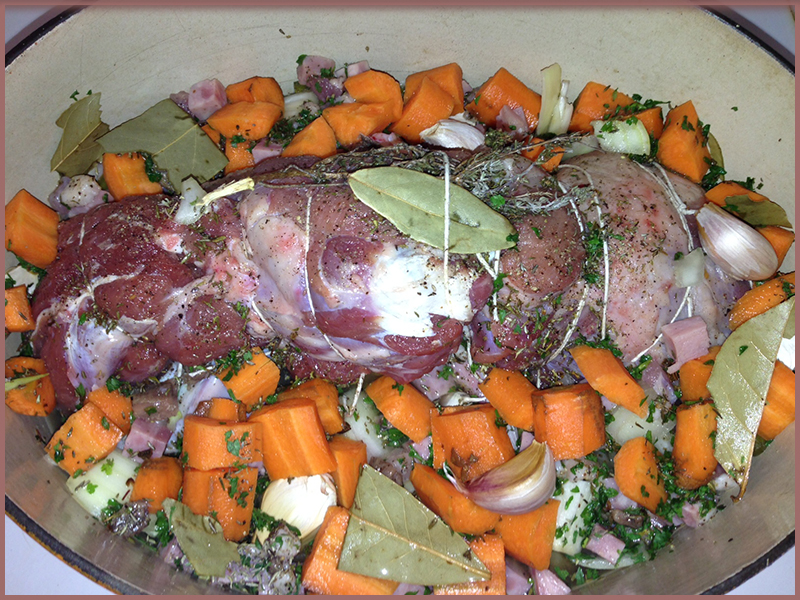
Gigot de sept heures à la brayaude (avant la cuisson).
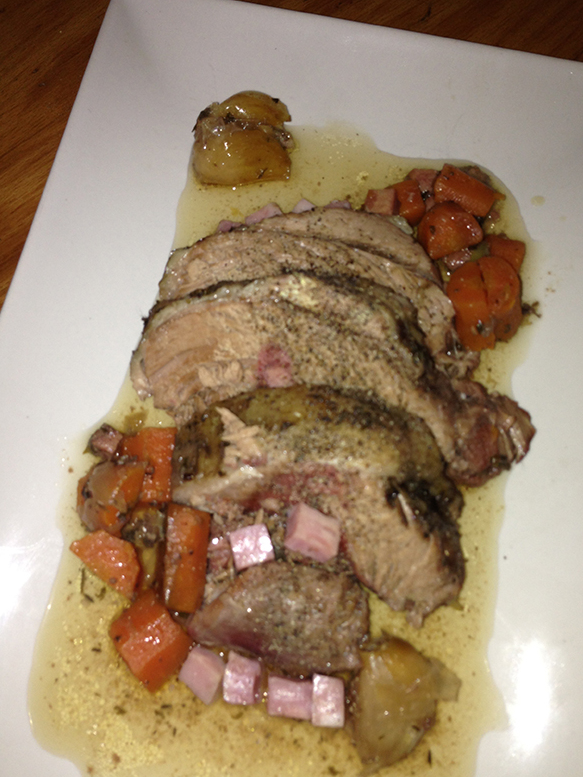
Gigot de sept heures à la brayaude (après la cuisson).

### Le gigot bitume
Le gigot bitume est une façon originale de cuire cette pièce de viande, dans un bain de bitume en fusion.